# Mitsubishi Type 73
Mitsubishi Type 73 — компактный армейский внедорожник японской компании Mitsubishi Motors, выпускающийся с 1973 года для сил самообороны Японии. Другое название — «1/2 Ton Truck». Первоначально являлся армейским вариантом Mitsubishi Jeep. С 1996 выпускается второе поколение Type 73, созданное на базе Mitsubishi Pajero второго поколения.

## Первое поколение (с 1973 по 1997 год)
Первое поколение «Type 73» являлось армейской модификацией Mitsubishi Jeep, дальнейшим развитием лицензионной копии Jeep CJ −3B. Модель также экспортировалась в Филиппины и Вьетнам, кроме того в Новую Зеландию для гражданского использования. На всех автомобилях использовался дизельный 4-цилиндровый двигатель жидкостного охлаждения с механической 4-ступенчатой коробкой передач. Раздаточная коробка 2-ступенчатая.
В 1996 году появился преемник — «Type 73» второго поколения, но производство сохранялось до 1997 года.
- Оснащенные 106-мм безоткатное орудие М40.
- Оснащенные Браунинг M2.
- Оснащенные Type 64 Противотанковая управляемая ракета.

## Второе поколение
«Mitsubishi Type 73» второго поколения выпускается с 1996 года. Как и его предшественник, он может быть оснащен различными тяжелыми пулеметами и противотанковыми гранатометами. Основой шасси стал короткобазный Mitsubishi Pajero второго поколения, даже заводские индексы перекликаются с индексами гражданских моделей. первой вышла версия с индексом V16B (согласно внутренней кодировке это расшифровывается так: Pajero (V), с рессорной подвеской (1), и двигателем 4M40 (6)).  Автомобиль оснащался 4-ступенчатой автоматической коробкой передач V4A51 (с 2004 года - V4A5A) и двухступенчатой раздаточной коробкой Super Select 4WD. В отличие от "гражданского" Pajero, для Министерства обороны применяется электрооборудование с напряжением 24В, шины Yokohama размером 215/85-18 на стальных дисках. Грузоподъёмность версии V16B составляла 440 кг, снаряженная масса - 1940 кг. Позже модель подверглась модернизации (индекс V17B), внешне модель стала отличаться отсутствием воздухозаборника на капоте для охлаждения интеркулера.
Для использования в войне в Ираке была специально разработана версия с пуленепробиваемым стеклом несмотря на то, что такое оснащение не может быть использована на любом типе боевых автомобилей из-за ограничений Статьи 9 Конституции Японии.
- панель приборов
- модификация V17B